# 戴维·利恩 (田径运动员)
戴维·利恩（英語：David Lean，1935年8月22日—），澳大利亚男子田径运动员，主攻短跑和跨栏。他曾代表澳大利亚参加1956年夏季奥林匹克运动会田径比赛，获得男子4×400米接力银牌。